# Distretto di Opole
Il distretto di Opole (in polacco powiat opolski) è un distretto polacco appartenente al voivodato di Opole.

## Geografia antropica

### Suddivisioni amministrative
Il distretto comprende 13 comuni.
- Comuni urbano-rurali: Niemodlin, Ozimek, Prószków
- Comuni rurali: Chrząstowice, Dąbrowa, Dobrzeń Wielki, Komprachcice, Łubniany, Murów, Popielów, Tarnów Opolski, Tułowice, Turawa